# Ораторий Святой Троицы (Сиена)
Ораторий Общества Святой Троицы (итал. L'oratorio della compagnia della Santissima Trinità) — ораторий (молельня) в Сиене, Тоскана, Италия. Расположен в историческом центре города на улице Виа Валь ди Монтоне. Принадлежит одноимённому братству и используется в качестве оратория контрадой Вальдимонтоне.

## Архитектура и произведения искусства
Ныне существующее здание относится к XIV веку, но является результатом реставрации, начатой в начале XVI века, а именно в 1509 году, и продолжавшейся почти два столетия. Это настоящая жемчужина сиенского искусства того периода; представляет собой удивительное сочетание живописи и скульптуры конца XVI и XVII веков.
На главном алтаре, украшенном лепниной работы Лоренцо Рустичи, находятся бронзовое Распятие работы Просперо Антики, известного как Брешиано (1575), и картина «Скорбящие» Алессандро Казолани (1587). Ниже расположен образ «Мадонна доброго совета» (la Madonna del Buon Consiglio) — анонимное произведение XVIII века. По обе стороны алтаря, в нишах, находятся мраморные статуи Спасителя и царя Давида работы миланского скульптора Амброджо Буонвичино (1579—1580). Над ними — картины Вентуры Салимбени, изображающие «Поручение Иисуса апостолам проповедовать Евангелие» и «Куст Моисея» (конец XVI — начало XVII веков). Салимбени также написал пять небольших картин на своде апсиды, изображающих сцены из Ветхого и Нового Заветов, а две боковые картины рядом с алтарём написал Астольфо Петрацци. Две статуи, обрамляющие прямоугольное окно, созданы Джузеппе Маццуоли.
На люнетах и своде, среди лепнины Просперо Антики и Лоренцо Рустичи, находятся фрески с изображением Рая в восьми сегментах свода и сцен Апокалипсиса в шести люнетах, — почти всё работы Вентуры Салимбени, датируемые концом XVI и началом XVII века. Исключение составляют первый люнет слева работы Алессандро Казолани (1600—1601) и люнет над алтарём работы Джузеппе Никола Назини, созданный гораздо позднее, в 1696 году.
Пять больших картин, украшающих боковые стены и контрфасад оратория под соответствующими люнетами, являются результатом более поздних добавлений. Это картина Рафаэлло Ванни с изображением победы Хлодвига над Аларихом II на контрфасаде (1652) и ещё более поздняя композиция Джузеппе Никола Назини с эпизодами, связанными с историей поклонения Святой Троице (1696).